# دراهومیر کودلکا
دراهومیر کودلکا (چکی: Drahomír Koudelka; ۲۶ مهٔ ۱۹۴۶ – ۱۹ اوت ۱۹۹۲) بازیکن والیبال اهل چکسلواکی بود.